# Rosa rosae
Rosa rosae è un album del gruppo Opus Avantra pubblicato nel 2019.
I testi sono di Donella Del Monaco, mentre le musiche e gli arrangiamenti di Paolo Troncon.

## Tracce
1. Nuvole bianche (Del Monaco - Troncon), con Mirko Satto fisarmonica, Paolo Troncon pianoforte
2. Pi greco (Del Monaco - Troncon)
3. Mandala (Troncon), con Tony Esposito percussioni, Andrea Oddone Martin sax tenore, Gabriele Bruzzolo percussioni, Paolo Troncon pianoforte
4. Sceleratus (Del Monaco - Troncon), con Lino Vairetti voce
5. Rosa Rosae (Troncon), con Tommaso Troncon sax tenore, Davide Vendramin fisarmonica, Anna Campagnaro violoncello, Paolo Troncon pianoforte
6. Vento del Nord (Del Monaco - Martello), con Jenny Sorrenti voce
7. Cyrcles (Del Monaco - Troncon), con Alberto Radius chitarra elettrica, Tommaso Troncon sax tenore
8. Aurea Lyra (Del Monaco - Troncon), con Dimitri Romano pianoforte, Damiano Visentin fisarmonica, Anna Campagnaro violoncello, Antonio Segafreddo percussioni
9. Ineffabile realtà (Del Monaco - Troncon), con Paolo Troncon pianoforte

## Formazione

### Opus Avantra ensemble
Donella Del Monaco voce
Mauro Martello flauti, sax soprano, duduk
Andrea De Nardi pianoforte digitale, tastiere
Laura Balbinot violoncello
Giorgio Cedolin batteria

### Ospiti speciali
Jenny Sorrenti voce
Lino Vairetti voce
Alberto Radius chitarra elettrica
Tony Esposito percussioni